# Bijeljina
Bijeljina (în alfabetul chirilic, Бијељина, pronunțat /[bîjɛʎina]/) este un oraș și unitate administrativă (comună) în nord-estul Bosniei și Herțegovinei, al doilea oraș ca mărime al entității Republika Srpska după Banja Luka și al cincilea din țară (după Sarajevo, Banja Luka, Tuzla și Zenica). El se află în câmpiile Semberijei. Bijeljina este centrul neoficial al părții estice a Republicii Srpska, având circa 130.000–140.000, fiind la 6 km de granița cu Serbia și la 40 km de cea cu Croația.